# Некрасов, Никита Александрович
Ники́та Алекса́ндрович Некра́сов (род. 10 апреля 1973 года, Москва, СССР) — российский учёный, специалист по теоретической и математической физике, профессор Саймонсовского центра геометрии и физики в университете Стоуни-Брук, штат Нью-Йорк, США. Профессор Российской академии наук. Сын Александра Семёновича Некрасова.

## Общие сведения
В 1986—1989 гг. учился в московской средней школе № 57. В 1995 году окончил факультет общей и прикладной физики МФТИ, почти сразу защитил кандидатскую диссертацию по теме «Топологические теории и зональные сферические функции» (научный руководитель Л. Б. Окунь) и стал научным сотрудником Института теоретической и экспериментальной физики (ИТЭФ). Параллельно, в 1994—1996 гг. обучался в аспирантуре физического факультета Принстонского университета, где за диссертацию «Четырёхмерные голоморфные теории» (научный руководитель Дэвид Гросс) получил степень доктора философии (PhD) по физике. С 1996 по 1999 годы был стипендиатом Гарвардского общества (англ. Harvard Society of Fellows), затем стипендиатом Дикке (англ. Dicke Fellow) Принстонского университета. С 2000 года — профессор Института высших научных исследований (фр. Institut des hautes études scientifiques, Бюр-сюр-Иветт, Франция).
В 2007 году получил приглашение участвовать в создании нового Центра высших исследований в университете Стоуни-Брук, спонсированного фондом Джима и Мэрилин Саймонс; с 2013 года работает в Саймонсовском центре геометрии и физики постоянно в должности профессора.
Никита Некрасов снялся в роли одного из центральных персонажей проекта Ильи Хржановского «ДАУ», сыграв в нескольких фильмах проекта персонажа по имени Никита Некрасов.

## Общественная позиция
В феврале 2022 года подписал открытое письмо российских учёных и научных журналистов с осуждением вторжения России на Украину и призывом вывести российские войска с украинской территории.

## Научная деятельность
Никита Некрасов известен своими работами по квантовой теории поля, по теории струн и по математической физике. Статсумма Некрасова (англ. Nekrasov partition function), которую он ввёл в своей статье 2003 года, связывает интересным образом инстантоны в калибровочной теории, интегрируемые системы и теорию представлений бесконечномерных алгебр. За открытие некоммуникативных инстантонов (совместно с А. С. Шварцем в 1998 г.), некоммутативных монополей и струн (совместно с Д. Гроссом) и за работы (совместно с А. Горским) о связи систем многих частиц и калибровочных теорий Некрасов был награждён в 2004 году премией Жака Эрбрана (фр. Grand Prix Jacques Herbrand) Французской академии наук. За вклад в теорию топологических струн и калибровочных теорий в том же году был награждён премией Германа Вейля (англ. Hermann Weyl Prize).
В 2008 году совместно с Д. Мауликом, А. Окуньковым и Р. Пандхарипанде сформулировал ряд важных гипотез, связывающих теорию Громова—Виттена и теорию Дональдсона—Томаса, за которые все четыре автора были удостоены премии Compositio Prize в 2009 году. С тех пор некоторые из этих гипотез были доказаны.